# 아카이 (기업)
아카이(赤井, Akai)는 홍콩의 전자제품 제조사이다. 1946년 일본 도쿄도 아카이전기(赤井電機)라는 사명으로 설립되었다. 홍콩의 그란데홀딩스가 아카이 브랜드를 인수하였고 지금은 관련 기술을 보유한 다른 전자기업들과의 협업을 통해 LED TV, 세탁기, 빨래 건조기, 에어컨, 스마트폰 등의 다양한 전자제품들을 배급하고 있다. 미국의 인뮤직 브랜즈가 아카이 브랜드를 인수하면서 하이엔드 오디오 전자제품들을 배급하는 "아카이 프로페셔널" 레이블을 출범했다.